# Søens onde cirkel
 Der er for få eller ingen kildehenvisninger i denne artikel, hvilket er et problem. Du kan hjælpe ved at angive troværdige kilder til de påstande, som fremføres i artiklen.

Søens onde cirkel er en ond cirkel, der kan forekomme i søer og vandhuller.
Den starter ved at der i et naturligt balanceret sø-miljø bliver udledt store mængder næringsstoffer fra industrien eller udvasket store mængder næringsstoffer fra marker. Der opstår i kraft af de mange næringsstoffer en opblomstring af algerne i søen, hvilket fører til to selvforstærkende cirkler.
Første cirkel er at den store mængde alger gør vandet uigennemsigtigt ved algeopblomstring og dermed får rovfiskene sværere ved at jage fredfiskene. Der vil dermed komme flere fredfisk og de vil holde bestanden af dyreplankton nede, som ellers lever af at spise algerne.
Anden cirkel er at den store mængde alger skaber en stor mængde dødt organisk materiale hvilket vil dække sø-bunden og afskærme bundplanterne deres mulighed for at foretage fotosyntese. Der vil så ske det at når nedbryderne (som lever af de døde alger) begynder at konsumere, vil de opbruge alt ilten på havbunden, da der ikke er nogen bundplanter til at ilte vandet under søens springlag. Der vil dermed opstå iltmangel i store dele af søen og gøre det umuligt for dyr der ikke har ilt med sig ned på bunden (nedbrydere, fisk, dyreplankton) at eksistere. På lang sigt kan det føre til iltsvind i hele søen og så er det kun algerne og nogle få nedbrydere der kan eksistere i søen.
Det kan tage mange år før man får rettet op på søens økosystem. Det første tiltag må være at stoppe udledningen af næringsstoffer til søen.
Det næste tiltag kunne være at udsætte rovfisk for at holde fredfisk bestanden nede, eller at opfordre til at lystfiskere bør holde bestanden nede. Simpelthen for at øge bestanden af dyreplankton. 
I værste tilfælde skal man opsætte et iltningsystem så man hjælper søens dyr med at eksistere.